# Akira (manga)
Akira (アキラ?) es un manga de más de dos mil páginas escrito y dibujado por Katsuhiro Ōtomo entre los años 1982 y 1990, obteniendo un éxito significativo en Japón y en el resto del mundo. Premiada con el Premio Kōdansha al mejor manga en 1984 en la categoría general (一般部門). Es la base de la película homónima de animación japonesa y ambas obras tuvieron un reconocimiento instantáneo como clásicos dentro de sus respectivos géneros.

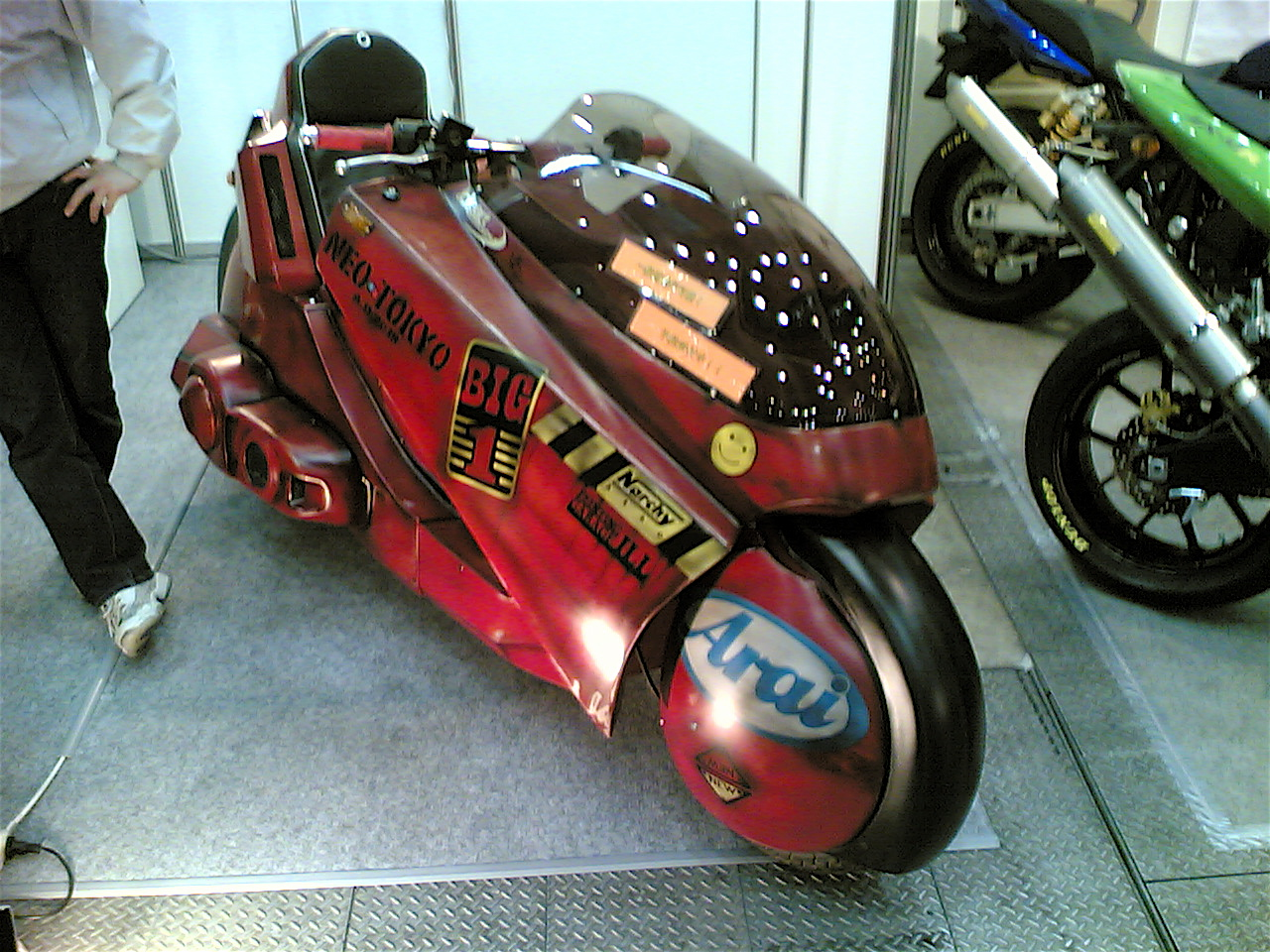
Réplica a tamaño real de la moto de Kaneda.

El largometraje homónimo se separa de la línea argumental del manga por causas claras: la película fue estrenada dos años antes de la conclusión del manga. Akira se ambienta en la ciudad futurista de Neo-Tokio, representada con profundo detalle en la película de animación (se invirtieron cerca de siete millones de dólares solo en los decorados).

## Argumento

### Trasfondo
1988: El mundo está al borde de la destrucción absoluta. La tecnología avanzada fue la causa de una terrible explosión que desencadenó una guerra nuclear y devastó las grandes ciudades del planeta. Treinta años después, sobre las ruinas de Tokio, se alza la megalópolis de Neo-Tokio, una ciudad opresiva e inhumana cargada de problemas como el desempleo, la violencia, la droga y el terrorismo. Las sectas religiosas y los grupos extremistas, aprovechándose de la insatisfacción de los ciudadanos, cultivan el mito de Akira, un "niño cobaya" depositario de la "energía absoluta" cuya resurrección significaría para Japón el amanecer de una nueva era.

### Resumen del argumento
La historia se desarrolla en el año 2019 en Neo-Tokio, una ciudad reconstruida tras sufrir los devastadores efectos de una presunta explosión nuclear que desencadena la tercera guerra mundial. El gobierno ejerce un control represivo sobre la ciudad y experimenta sobre unos niños con poderes psíquicos latentes, aplicándoles fármacos para potenciarlos, estos contribuyen con predicciones para mantener la paz. Kaneda y Tetsuo son miembros de una pandilla de motociclistas llamada "The capsules" que tienen entre otras aficiones participar en peleas callejeras contra otras bandas, enfrentándose continuamente contra otra pandilla llamada "The clowns" montados sobre potentes motos. En el manga, Tetsuo sufre un accidente causado por un extraño niño con aspecto de anciano (en el filme, era durante una pelea callejera en moto, en el manga, es mientras conducían de regreso a la ciudad). A partir de ese accidente, Tetsuo no vuelve a ser el mismo. El gobierno lo secuestra, y en un análisis descubren que su potencial psíquico es uno de los más grandes que hayan detectado, comparable al de un sujeto extraordinario reclutado tiempo atrás. Empiezan a experimentar con él y comienza a desarrollar poderes psíquicos rápidamente, los cuales exacerban sus miedos y frustraciones, transformando patológicamente su personalidad. Por otro lado, se encuentran Kay y Ryu, miembros de la resistencia y dirigidos por su jefe Nezu, estos intentan averiguar qué ocurre en las instalaciones del ejército situadas en la zona cero, lugar donde explotó la bomba nuclear que destruyó la antigua ciudad. En este lugar es donde se encuentran Kiyoko, Takashi y Masaru, niños de extraña apariencia y poseedores de estos poderes psíquicos, sin olvidar a Akira que se descubre como el auténtico responsable de la explosión acontecida años atrás, al alcanzar el poder absoluto.
Producto de los experimentos del gobierno, Tetsuo empieza a sufrir alucinaciones y desarrolla poderes paranormales más allá de todo lo conocido. Esto lo lleva a creerse un dios y a enfrentarse al ejército mismo buscando cualquier evidencia de la existencia de Akira, ya que se cree su sucesor y superior a él. Luego la lucha por controlar el poder que tanto anheló se desata y lo lleva por el camino de la autodestrucción.
Por otro lado Kaneda, líder de su pandilla, se relaciona con Kai, de la cual termina enamorándose y se enfrenta con Tetsuo, del cual había sido sobreprotector. Este último desarrolla un sentimiento de inferioridad y odio hacia Kaneda, al que cuestiona como jefe, que se ve potenciado por sus nuevos poderes.
A todo esto surgen sectas y grupos que adoran a Akira y toman a Tetsuo como el nuevo salvador que sacara a Neo-Tokio del caos y la opresión.

## Personajes
- Shōtarō Kaneda (金田 正太郎 Kaneda Shōtarō): El protagonista principal de la antología. Kaneda es el despreocupado líder de una banda de motociclistas delincuentes. Él y Tetsuo han sido amigos desde la niñez. Es temerario y se burla de Tetsuo a pesar de que siente que es como su hermano menor. Desde el rescate de Kei, Kaneda llega a ser implicado en el grupo antigobierno de esta con la esperanza de localizar a Tetsuo.

- Tetsuo Shima (島 鉄雄 Shima Tetsuo): El mejor amigo de Kaneda desde niños y el segundo sujeto del tema de la historia. Tetsuo es mostrado como la oveja negra de la cuadrilla, de la cual él y Kaneda son parte, pero sufre mucho por una profunda raíz de complejo de inferioridad. Admira a su amigo pero a la vez lo envidia. Después los poderes de Tetsuo despiertan y rápidamente pasa a ser la némesis de Kaneda y antagonista principal de la historia; desea la motocicleta de Kaneda (un símbolo de gran estatus y poder) y desea probar su poder para ya no necesitar protección de nadie.

- Kei (ケイ): Activista del Ejército revolucionario, estima mucho a Ryu. Conoce a Kaneda en la estación de policía. Luego se reencuentra con él cuando huía de la policía, y Kaneda le ayuda. Tras ser capturados ambos, hace que confíe más en Kaneda. Kiyoko, puede hacer que Kei entre en trance, y así permite el escape de los dos. Luego, dominada por Kiyoko, lucha con Tetsuo cuando deseaba despertar a Akira. Es rescatada por Kai.

- El coronel (Taisa) : Es el jefe del Proyecto AKIRA, aunque a diferencia del Doctor, él lo ve desde el punto de vista militar. Debido a la crisis generada por el segundo escape de Tetsuo, toma el control de Neo-Tokio. Se encuentra con Tetsuo en el estadio olímpico, y cuando Akira despierta es teletrasportado fuera del rango de la explosión. En el manga, se encuentra frecuentemente con Kaneda, y logra que Tetsuo se quede momentáneamente en el hospital.

- Los Números (Proyecto Akira): Un proyecto secreto del gobierno japonés para lograr utilizar el poder mental de los seres humanos. Tres niños que son sujetos de prueba para el proyecto secreto, también conocida como Los Números Nanbāzu). Tienen cuerpos de niños, pero en su orden cronológico son de los finales de los 40. Sus cuerpos y rostros están arrugados por la edad pero no han crecido físicamente, ya sea por sus poderes, la batería de pruebas y cirugías realizadas en ellos, los medicamentos utilizados para mantener esos poderes bajo control, o una combinación de los tres. Se trata de antiguos conocidos de Akira, que han sobrevivido a la destrucción de Tokio. Los Números son:

- Masaru (マサル): Designado como el # 27, Masaru está físicamente confinado ya sea a una silla de ruedas o una silla flotante especial. Él tiene el poder de usar Telequinesis y es considerado el líder de los tres.

- Kiyoko (キヨコ): Designado como la # 25, Kiyoko se encuentra tan débil físicamente que está confinada a una cama. Ella tiene la habilidad de usar el teletransporte y la precognición, además de tener un don oracular, y por ello el coronel confía en ella. En el anime se muestra que es una buena amiga del coronel. Ella también se destaca por ser una figura maternal y líder de la hora de la toma de decisiones.

- Takashi (タカシ): Designado como el # 26, este niño es rescatado por un miembro del Ejército revolucionario, y al huir este miembro es asesinado por la policía. En su huida, se encuentra con Tetsuo, hecho que será de gran importancia para la historia. Al final de la película, es él quien decide que puede rescatar a Kaneda de la explosión creada por Akira. Tiene el poder de usar telequinesis. Takashi es asesinado accidentalmente por Nezu, pero es revivido junto con el resto de los niños del proyecto Akira cerca del final del manga.

- Akira (アキラ): El personaje titular de la historia, designado como el # 28. Akira era un niño que desarrolló habilidades psíquicas cuando servía de examen para el gobierno ESP en los años 80. Perdió el control de su poder y aniquiló Tokio en 1988. Después de aquel acontecimiento, Akira fue confinado y sujeto a pruebas de la ciencia moderna, que probó la incapacidad de demostrar el misterio. Su cuerpo fue colocado dentro de un compartimiento criogénico por debajo del Estadio Olímpico de Neo Tokio, para ser confiado al estudio de las generaciones futuras.

- Miyako: Con frecuencia se le refiere como Lady Miyako (様 Miyako-sama?), es un sujeto de la prueba anterior conocido como el # 19, ella es la sacerdotisa de un templo en Neo-Tokio, y un aliado importante de Kaneda y Kei mientras la historia progresa en el manga. En la película, no es más que un pintoresco monje que aboga por el regreso de Akira, y ve en Tetsuo al nuevo Akira.

- Yamagata o Yama (山形): Pertenece a la banda de moteros delincuentes liderado por Kaneda; utiliza siempre una camisa con el símbolo japonés del monte Fuji, y el sol naciente. Quizá sea el mejor amigo de Kaneda. En la película es asesinado por Tetsuo, cuando fue al bar a comprar píldoras. Kaneda, en una especie de rito, destruye su motocicleta. En el manga, muere en un enfrentamiento entre Tetsuo y el coronel.

- Kai (甲斐): Personaje principalmente gracioso, y que sirve para darle alguna información a Kaneda en diversas ocasiones. Él no juega un papel importante al principio, pero se hace más prominente más tarde en la historia.

- Kaori (カオリ): Es la novia de Tetsuo. Es muy tímida y callada, ella es la primera a la que Tetsuo busca cuando escapa por primera vez del hospital. Es fuertemente golpeada por Los Payasos, sin que Tetsuo pueda hacer algo. Al final de la película ella busca a Tetsuo en el estadio olímpico y se asusta al ver su brazo mecánico. Luego, Tetsuo pierde el control y al transformarse en una masa, la atrapa, y sin desearlo ni poder hacer nada, la aplasta dentro de su cuerpo. En el manga aparece al final de la historia y es reclutada como una de las esclavas sexuales de Tetsuo, para más tarde convertirse en un objeto de afecto sincero, ella también sirve como niñera de Akira. En el manga muere al recibir un disparo a espaldas de Tetsuo, esté trata de resucitarla pero falla.

- El Doctor (クター Dokutā): Jefe científico del Proyecto AKIRA. Ve el potencial de Tetsuo y decide experimentar con él. Por eso, es reprochado por el coronel. Al final, maravillado con los resultados, muere cuando su remolque es destruido. En el manga, muere cuando visita la cámara congelada de Akira, al romperse las mangueras de refrigerante.

- Nezu o Nezumi (根津): Está en el consejo de Neo-Tokio; es el líder del movimiento de resistencia terrorista contra el gobierno y es el contacto de Ryu. Él parece ser el mentor de Kei y Ryu, y pretende ser la salvación nacional de los burócratas corruptos e ineficaces en el poder. Pronto se hace evidente, sin embargo, que Nezu es igual de corrupto, y que lo único que pretende hacer es tomar el poder por sí mismo. En la película, al estallar la crisis trata de huir y dispara a Ryu. Aunque consigue salir sin ser capturado por la policía, sus nervios le impiden tomar sus drogas para el corazón y muere en una gran escena donde al caer se abre su maleta y salen su títulos y billetes. En el manga, fue asesinado a tiros por los hombres del coronel.

- Ryu: Es el "jefe operativo" del Ejército revolucionario y compañero de Kei. Él planea la extracción de los niños del Proyecto AKIRA, y mantiene contacto con Nezu. Precisamente, en la crisis generada por el escape de Tetsuo, Nezu dispara a Ryuu, pero este no muere y queda malherido, caminando por las calles para morir justo a pocos pasos de Nezu.

- Chiyoko: es una mujer de mediana edad, alta, fuerte y hábil en el combate. Aparece por primera vez cuando esconde a Kaneda y Kei de la justicia. Protege a Kei y se comporta casi como una madre con ella. Solamente aparece en el manga.

- Los Payasos:

Pandilla de motociclistas, enemigos de la banda de moteros de Kaneda. Liderados por Joker, y luego por Tetsuo. En el manga, tienen una acción más importante.
* Joker (ジョーカー Jōkā): Jefe de Los Payasos. En el manga, debe ceder su posición a Tetsuo, e incluso se ve obligado a trabajar con Kaneda.

## Edición en español
En España en el año 2012 Norma Editorial reunió en un cofre especial por los 30 años de la serie la obra completa en 6 tomos, incluido el artbook Akira Club y un set de postales. Aunque en el 2005 Norma ya había publicado el manga, y en los años 90 había sido publicado en tres formatos (formato cómic, manga (blanco y negro) y en color) por la editorial Ediciones B.
En Argentina entre diciembre del año 2017 y febrero del año 2020 la editorial OVNI Press publicó una edición de la obra completa en 6 tomos con traductores locales enfocado al público latinoamericano.

## Legado
- En varias entrevistas con la edición de los EE. UU. de Shonen Jump, Masashi Kishimoto, creador de Naruto, ha citado el manga y el anime de Akira como determinantes, en particular en la base de su carrera como mangaka.

- El aclamado director de anime Satoshi Kon fue acreditado para algunas de las obras de arte en las ediciones de Marvel Comics de Akira.

- Este fenómeno ha potenciado que algunos artistas basen alguna sus de obras en el cómic y la película, como en el caso del grupo vigués Blows, que le ha dedicado la canción "Akira vs. Tetsuo" en su CD "Ejército de Fantasmas" (2012). Otro ejemplo es la mención en el EP "Hecatombe" (2018), compuesto por una síntesis basada en la película de Daniel Loaiza y producido por Drama Theme, con un tema dividido en tres partes a modo de mixtape, que llevan por títulos, "Origen", "Núcleo" y " Éxodo" respectivamente, con la interpretación de los raperos venezolanos Lil supa y Rial Guawanko, Este último se identifica con el estado mental de Akira, Tetsuo y Kaneda, ya que en el tema se expone el paradigma de un mundo distópico con influencia obvia de la literatura ciberpunk.